# Створчатый алтарь

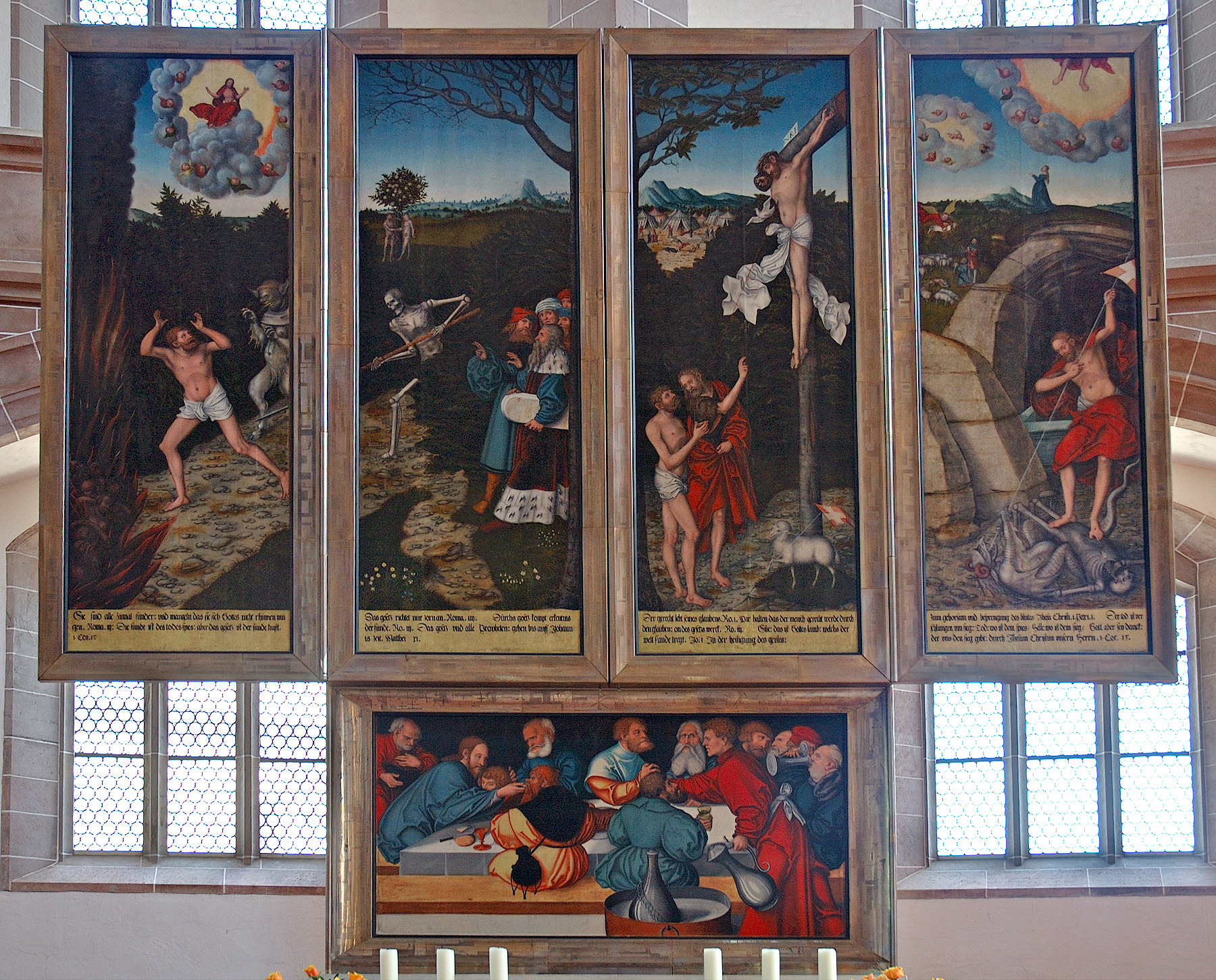
Алтарь Кранахов в Шнеберге

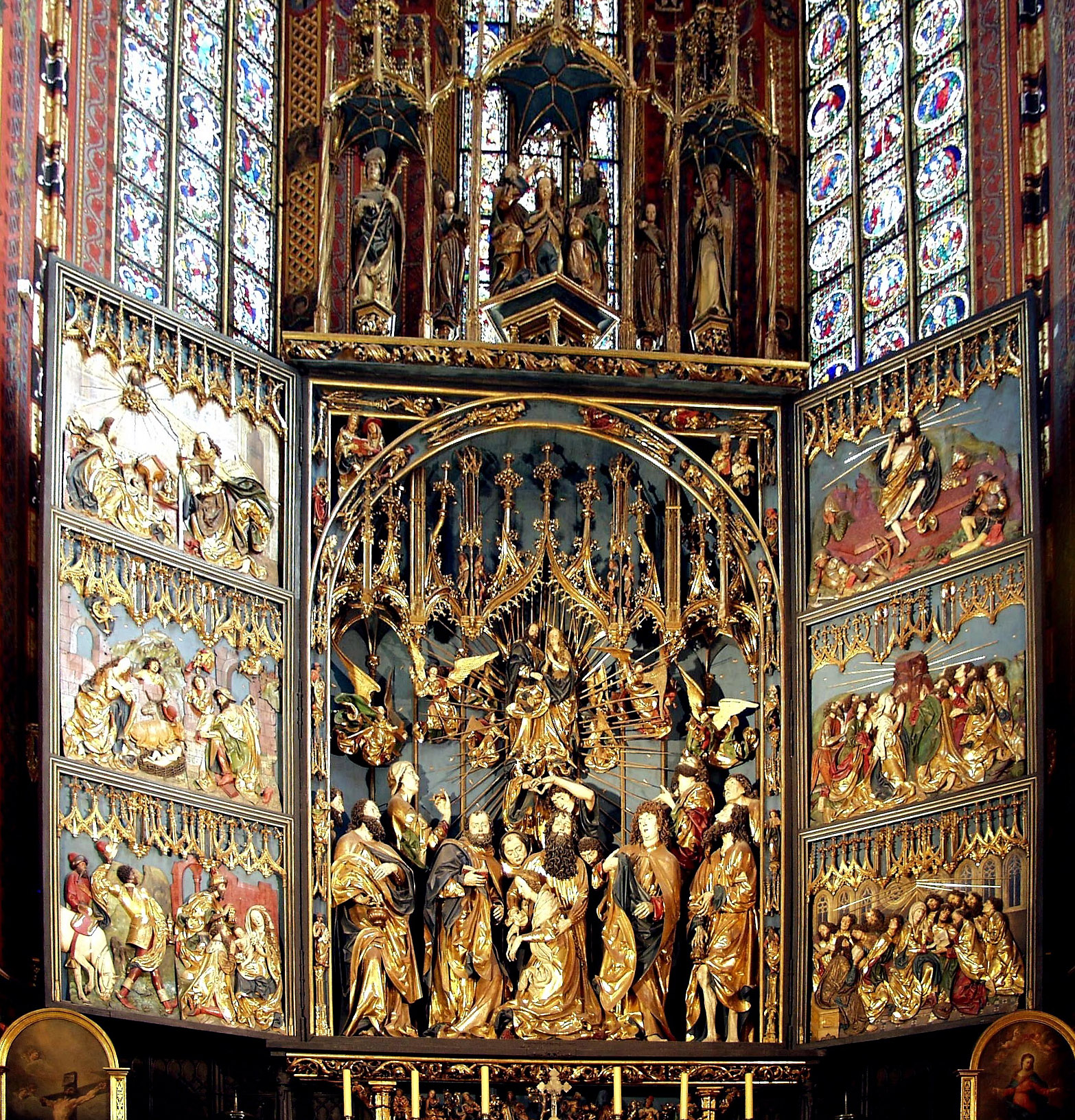
Алтарь Вита Ствоша. 1485—1489. Костёл Взятия на небо Пресвятой Девы Марии, Краков, Польша

Створчатый алтарь — наименование распространённой в Средневековье в странах Центральной Европы формы церковных алтарей. Створчатый алтарь не следует путать со складнем — так в России называют две-три иконы, соединённые петлями и складывающиеся как книга.
При этой форме центральная часть алтаря могла закрываться (и раскрываться) при помощи находившихся с его обеих сторон дополнительных «крыльев». Если таких «крыльев» у алтаря было два, то такой створчатый алтарь назывался диптих (от греч. δίς — два и πτυχή — складка, изгиб). Если их было 3, то такой створчатый алтарь назывался триптих (от греч. τρίς — три). Если их было 4, то алтарь назывался тетраптих (от греч. τέτρα — четыре) или квадриптих (от лат. quadri — четыре), если их было 5, то алтарь имел название пентаптих (от греч. πέντε — пять). Алтарь с более чем пятью «крыльями» имел название полиптих (от греч. πολύς — много).
Такой складывающийся алтарь имел то преимущество, что он мог меняться, представляя изображения, соответствовавшие конкретным наступавшим праздникам или памятным датам, а также смене рабочих, воскресных и праздничных дней. Различались сделанные изображения на подобных алтарях как тематически, так и по манере исполнения — живопись на дереве, художественные рельефы и др. Собственно алтарь часто покрывался искусной резьбой, однако иногда на нём крепилась и рисованная картина религиозного содержания.
Наиболее известными складными алтарями, являющимися подлинными произведениями религиозного искусства, являются:
- Гентский алтарь работы Яна ван Эйка
- Изенгеймский алтарь работы Маттиаса Грюневальда
- Краковский альтарь работы Фейта Штосса
- Гданський алтарь работы Ханса Мемлинга
- Алтарь св. Винсента работы Нуну Гонсалвиша
- Алтарь Страшного Суда работы Рогира ван дер Вейдена
- Полиптих Сострадания работы Пьеро делла Франческа